# Babylon Zoo
Babylon Zoo – brytyjski zespół muzyczny, założony w 1992 w Wolverhampton. 
Pomysłodawcą i głównym członkiem zespołu był Jas Mann. Zespół jest najbardziej znany z utworu „Spaceman”, który zaraz po ukazaniu się 21 stycznia 1996 znalazł się na pierwszych miejscach list przebojów w wielu krajach na świecie. Zespół wydał dwa albumy: The Boy with the X-Ray Eyes (1996) i King Kong Groover (1999). W 2005, po sześciu latach przerwy wydawniczej, grupa zapowiedziała premierę albumu pt. Cold Clockwork Doll, jednak ten nigdy się nie ukazał.

## Dyskografia
- The Boy With The X-Ray Eyes (1996)
- King Kong Groover (1999)